# سام كايل
سام كايل (بالإنجليزية: Sam Kyle)‏ هو نقابي وسياسي أيرلندي، ولد في 1884، وتوفي في 1962. انتخب عضو مجلس الشيوخ من أيرلندا عن دائرة Labour Panel ‏ وقد انضم خلال فترته النيابية ‏ (8 سبتمبر 1943 – 5 يوليو 1944) للكتلة البرلمانية حزب العمال (جمهورية أيرلندا) وانتخب عضو مجلس الشيوخ من أيرلندا عن دائرة Labour Panel ‏ وقد انضم خلال فترته النيابية ‏ (18 أغسطس 1944 – 12 مارس 1948) للكتلة البرلمانية حزب العمال (جمهورية أيرلندا) وانتخب عضو برلمان أيرلندا الشمالية.